# 北峽灣
北峽灣（Nordfjord）是挪威的一個傳統地理區域。北峽灣位於挪威西部松恩-菲尤拉訥郡的北部地區。北峽灣面積4,295平方（1,658平方英里），2010年，有人口32,464人。